# Chrysomallos

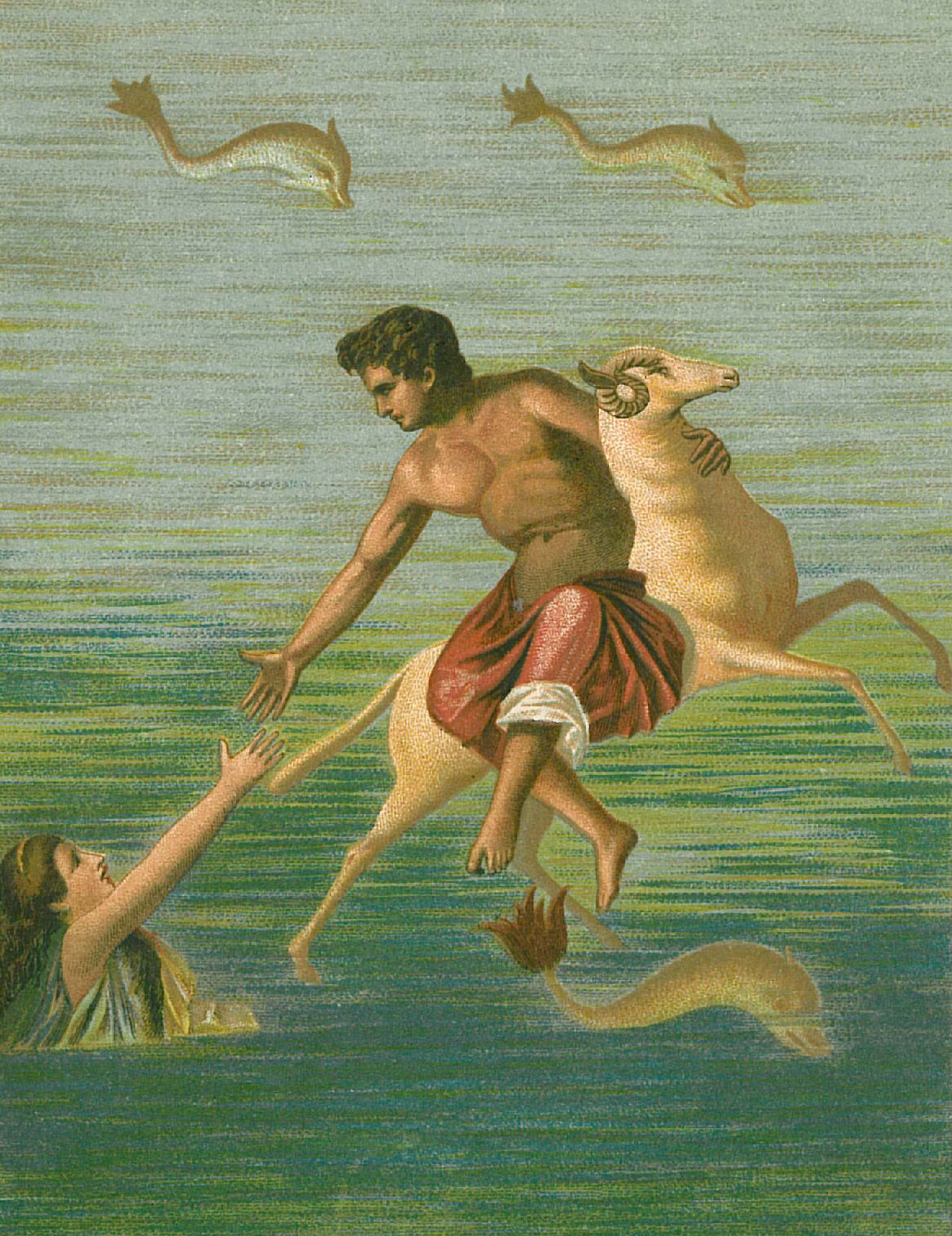
Phrixus op de ram Chrysomallos

Chrysomallos (Grieks: Χρυσόμαλλος), de ram met de gouden vacht, stamde af van een avontuurtje van Poseidon: 
De Thraciër Bisaltes, een zoon van de zonnegod Helios en Gaia, had een dochter, Theophane genaamd, wier schoonheid de zeegod Poseidon in liefde voor haar deed ontvlammen. Hij voerde haar weg naar het eiland Krinissa.
Haar overige minnaars zochten naar haar en volgden het spoor van het geroofde meisje. Daarom veranderde Poseidon alle bewoners van het eiland plotseling in dieren, Theophane in een schaap en zichzelf in een ram. De vrucht van hun zonderlinge vereniging was een ram die, naar de naam van zijn huid Chrysomallos, d.i. "de gouden vacht", genoemd werd.
Hij had de eigenschap, dat hij kon vliegen en zwemmen en bezat zelfs de gave om te spreken.
Om haar kinderen, Phrixus en tweelingzus Helle, van de offerdood te redden, vroeg hun moeder Nephele hem aan Poseidon ten geschenke. De vliegende ram kon hen van de offerdood redden en, op zijn rug gezeten, bracht hij hen in veiligheid.
Helle viel tussen Sigeion en Chersonnesos van hem af en stierf (zie Hellespont), maar Phrixus overleefde de reis helemaal tot Colchis. Chrysomallos gebood daarop aan Phrixus hem als een offer aan de goden te slachten, de afgetrokken huid (het Gulden Vlies) aan de god Ares te wijden, en die in een heilig bos aan de kust op te hangen. Phrixus gehoorzaamde en zag zich in het ver verwijderde land van alle vervolging bevrijd. Koning Aietes van Colchis nam hem op en behandelde hem zeer vriendelijk. Hij gaf hem zelfs zijn dochter Chalciope in huwelijk aan hem en werd later de opvolger van Aietes.